# Proč bychom se nepotili aneb Jak se chodí po horách
Proč bychom se nepotili aneb Jak se chodí po horách je humoristická kniha Zdeňka Šmída z roku 1984. Jedná se o druhý díl kultovní trilogie o partě vodáků a horáků. Právě pojem horák zavádí Šmíd v této knize jako označení pro lidi milující turistiku v horách. Páteří knihy je jedenáct kapitol (vyprávění) o devítičlenné partě a jejich zážitcích ve slovenských horách (ve Vysokých Tatrách, Nízkých Tatrách, Malé Fatře, Chočských vrších). Tyto příběhy vypráví autor své dceři Magdaléně, se kterou se autem vypravil na Slovensko, aby ji předal svou lásku k horám. Právě popis jejich cesty spojuje jednotlivé části knihy. Její důležitou součástí je i deset obecných pojednání o horácích – o horácké výstroji, o typech horáků, o lidech, které potkávají, o bloudění a podobně. To vše je doplněno pěti písňovými texty, třemi úryvky z cestovního deníku, třemi líčeními, co je slyšet, když… a jednou pohádkou.

## Obsah

### Vyprávění o partě
- O tom, co jsou zač
- O jízdě k horám
- O dobytí Kriváně
- O marnivém horákovi
- O folklorních jevech
- O bloudění
- O tom, jak Otouš točil
- O velehorské hygieně
- O milovnících Tater
- O metle velehor
- O vertikálním strachu

### Pojednání o horácích
- Když horák začne plánovat
- Když horák vykročí na stezku
- Když horák spatří větrovku, svetr nebo botu
- Když horák začne zpívat
- Když horák zabloudí
- Když horák táhne pohořím, táhnou s ním i jeho záliby
- Když horák opustí stezku, shání se po noclehu
- Když horák táhne pohořím, potkává všelijaké lidi
- Když horák vyrazí na neznačkovanou túru
- Když horák vkročí do velehor, zesmutní

## Postavy
Parta má devět členů:
- Keny – velký jedlík (k snídani sní guláš, 7 rohlíků, polívku, chleba s paštikou, vejce natvrdo, 5 jablek)
- Bongo – spravuje auťáky, zpívá všechny písně na jednu melodii, známý značkožrout (chce být vždycky nejdřív nahoře, a když je nahoře, chce být zase vždycky nejdřív dole)
- Lucie – je neúnosně sečtělá, vždy spisovná
- Sumec – je přes zvířata (na řekách ho zbožňovali členovci, v horách se jeho láska přenesla na ptactvo a savce), drsný mladík, parádou opovrhoval, vlastní bílý klobouček s černým sumcem
- Lída – jestli něco nesnese, tak je to binec na dovolený
- Otouš – Kenyho prastarej kamarád z dětství, chytrej a vynalézavej, původně měl tři vášně: spánek, Gábinu a průkopnické nápady, pak se k nim přidalo fotografování
- Gábina – předtím nikdy nebyla v lese, nikdy neviděla, jak hoří oheň, znalkyně folkloru (po tátovi, který je ve spolku chodských Psohlavců z Dejvic)
- Dana – vždy nezničitelně atraktivní, po léta uctívala Křižáka
- Křižák – šedý desperát, zná Tatry jako praotec svišťů, vždycky v Tatrách mívá lano u pasu